# Râul Putna Seacă
Râul Putna Seacă sau Râul Putna Veche este un curs de apă, afluent al râului Putna în 
județul Vrancea.